# 京都市西京極総合運動公園補助競技場
京都市西京極総合運動公園補助競技場（きょうとしにしきょうごくそうごううんどうこうえん ほじょきょうぎじょう）は、京都府京都市右京区の京都市西京極総合運動公園内にある陸上競技場。球技場としても使用される。施設は京都市が所有し、京都市スポーツ協会が指定管理者として運営管理を行っている。京都市西京極総合運動公園陸上競技場兼球技場のサブグラウンドである。

## 施設概要
- 日本陸上競技連盟第三種公認[1]
- トラック：400 m x 8レーン[1]
- 観客席：500人[1]
- 得点板
- ロッカールーム（シャワーブース併設）

## 歴史
1942年（昭和17年）7月に設置された（西京極総合運動公園建設の第二期工事は1944年5月完成）。

## 主な試合
- 関西サッカーリーグ（AS.Laranja Kyoto、京都紫光サッカークラブ、おこしやす京都ACなどがホームゲームを開催）
- 京都FAカップ
- 関西学生サッカーリーグ

## 公園内その他の施設
- たけびしスタジアム京都
- わかさスタジアム京都
- 京都アクアリーナ
- ハンナリーズアリーナ

ほか